# Jegielnica
Jegielnica (deutsch Jäglitz, 1936–1945 Kleindorf) ist ein Ort der Stadt- und Landgemeinde Korfantów im Powiat Nyski der Woiwodschaft Opole (Oppeln) in Polen.

## Geographie
Jegielnica rund zwölf Kilometer südwestlich von Korfantów, rund 22 Kilometer südöstlich von Nysa (Neisse) und 53 Kilometer südwestlich von Opole (Oppeln) in der Nizina Śląska (Schlesischen Tiefebene) am linken Ufer der Steinau.
Nachbarorte von Jegielnica sind im Nordwesten Włodary (Volkmannsdorf), im Nordosten Przydroże Wielkie (Groß Schnellendorf), im Osten Przydroże Małe (Klein Schnellendorf), im Süden Ścinawa Mała (Steinau O.S.) und Ścinawa Nyska (Steinsdorf) und im Westen Węża (Prockendorf).

## Geschichte
Das Dorf wurde 1285 erstmals erwähnt. 1351 wurde der Ort als Jegelnicz erwähnt.
Nach dem Ersten Schlesischen Krieg 1742 fiel Jäglitz mit dem größten Teil Schlesiens an Preußen.
Nach der Neuorganisation der Provinz Schlesien gehörte die Landgemeinde Jäglitz ab 1816 zum Landkreis Neisse im Regierungsbezirk Oppeln. 1845 zählte im Dorf 37 Häuser und insgesamt 253 katholische Einwohner. 1865 zählte das Dorf acht Bauern, zehn Gärtner und 23 Häusler. 1874 wurde der Amtsbezirk Steinsdorf gegründet, welcher aus den Landgemeinden Jäglitz, Prockendorf und Steinsdorf bestand. 1885 zählte Jäglitz 261 Einwohner.
1933 hatte Jäglitz 227 Einwohner. Am 27. November 1936 wurde der Ortsname in Kleindorf geändert. 1939 lebten in Kleindorf 201 Menschen. Bis 1945 befand sich der Ort im Landkreis Neisse.
Als Folge des Zweiten Weltkriegs fiel Jäglitz 1945 wie der größte Teil Schlesiens unter polnische Verwaltung. Nachfolgend wurde der Ort in Jegielnica umbenannt und der Woiwodschaft Schlesien angeschlossen. 1946 wurde die deutsche Bevölkerung vertrieben. 1950 wurde es der Woiwodschaft Oppeln eingegliedert. 1999 kam der Ort zum neu gegründeten Powiat Nyski (Kreis Neisse).

## Sehenswürdigkeiten
- Römisch-katholische Rosalienkirche (polnisch Kościół św. Rozalii)